# Décès en octobre 2010
Décès
- 2006
- 2007
- 2008
- 2009
- 2010
- 2011
- 2012
- 2013
- 2014

Pour une information complémentaire, voir la page d'aide.

## Octobre 2010
| Date        | Nom                         | Activités                                                                                                | Âge | Source  |
| ----------- | --------------------------- | --- | --- | ------- |
| 1er octobre | Audouin Dollfus             | Astronome et aéronaute français.                                                                         | 85  |         |
| 2 octobre   | Roger Joubert               | Comédien, compositeur et pianiste français et canadien québécois.                                        | 81  |         |
| 3 octobre   | Jean Bourdier               | Écrivain, traducteur et journaliste français.                                                            | 78  |         |
| 3 octobre   | Renaud Ecalle               | Champion du monde de voltige aérienne en 2009 et ancien pilote de chasse sur mirage F1.                  | 29  |         |
| 3 octobre   | Éric Establie               | Spéléologue français                                                                                     | 46  |         |
| 3 octobre   | Claude Lefort               | Philosophe et politologue français.                                                                      | 86  |         |
| 3 octobre   | Franz Mack                  | Chef d'entreprise allemand, créateur du parc de loisirs Europa Park.                                     | 89  | (de)    |
| 3 octobre   | Dianne Whalen               | Femme politique canadienne.                                                                              | 59  |         |
| 4 octobre   | Juan José Sagarduy          | Coureur cycliste espagnol                                                                                | 69  |         |
| 4 octobre   | Norman Wisdom               | Humoriste, chanteur compositeur et acteur anglais.                                                       | 95  |         |
| 5 octobre   | Bernard Clavel              | Écrivain français, prix Goncourt en 1968 pour Les Fruits de l'hiver.                                     | 87  |         |
| 5 octobre   | Léopold Dupont              | Footballeur et raseteur français.                                                                        | 86  |         |
| 5 octobre   | Moss Keane                  | Ancien rugbyman irlandais.                                                                               | 62  |         |
| 5 octobre   | Steve Lee                   | Chanteur suisse, leader du groupe de hard rock Gotthard.                                                 | 47  |         |
| 5 octobre   | Georges Salomon             | Entrepreneur français, inventeur des fixations de ski et fondateur de la marque Salomon.                 | 85  |         |
| 6 octobre   | Paul Collomb                | Peintre et lithographe français.                                                                         | 88  |         |
| 6 octobre   | Jean Debuf                  | Haltérophile français.                                                                                   | 86  |         |
| 6 octobre   | Colette Renard              | Chanteuse et actrice française ayant joué dans la série télévisée Plus belle la vie.                     | 85  |         |
| 7 octobre   | Milka Planinc               | Femme politique croate, premier ministre de la Yougoslavie de 1982 à 1986.                               | 85  |         |
| 8 octobre   | Isaia Rasila                | Rugbyman fidjien.                                                                                        | 42  | (en)    |
| 9 octobre   | Maurice Allais              | Économiste et professeur français, Prix Nobel d'économie en 1988.                                        | 99  |         |
| 10 octobre  | Solomon Burke               | Chanteur de gospel, de rhythm and blues, de soul et de country américain.                                | 70  |         |
| 10 octobre  | Hwang Jang-yop              | Homme d'État nord-coréen.                                                                                | 87  |         |
| 10 octobre  | Joan Sutherland             | Cantatrice australienne.                                                                                 | 83  |         |
| 11 octobre  | Jérôme Dahan                | Compositeur et parolier français, surtout connu pour avoir travaillé avec Mylène Farmer à ses débuts.    | 48  |         |
| 11 octobre  | Georges Rutaganda           | Deuxième vice-président de la milice Interahamwe rwandaise hutu.                                         | 51  |         |
| 13 octobre  | Juan Carlos Arteche         | Footballeur international espagnol.                                                                      | 53  | (es)    |
| 13 octobre  | Gérard Berliner             | Compositeur, chanteur et acteur français.                                                                | 54  |         |
| 14 octobre  | Glenn Ames                  | Historien américain.                                                                                     | 55  | (en)    |
| 14 octobre  | Simon MacCorkindale         | Acteur, réalisateur, scénariste et producteur de cinéma britannique.                                     | 58  |         |
| 14 octobre  | Benoît Mandelbrot           | Mathématicien français.                                                                                  | 85  |         |
| 15 octobre  | Jana Lahodová               | Joueuse tchécoslovaque de hockey sur gazon.                                                              | 53  | (en)    |
| 15 octobre  | Georges Mathé               | Cancérologue et immunologue français.                                                                    | 88  |         |
| 15 octobre  | Johnny Sheffield            | Acteur américain.                                                                                        | 79  |         |
| 15 octobre  | Claude Vancoillie           | cycliste handisport, homme politique et directeur sportif belge                                          | 56  |         |
| 16 octobre  | Barbara Billingsley         | Actrice américaine.                                                                                      | 94  |         |
| 16 octobre  | Jack Butterfield            | Dirigeant de hockey sur glace canadien. Président de la LAH pendant 28 ans.                              | 91  |         |
| 16 octobre  | Lise Girardin               | Femme politique suisse.                                                                                  | 89  |         |
| 17 octobre  | Jean-Claude Laprie          | Chercheur française.                                                                                     | 65  |         |
| 19 octobre  | Tom Bosley                  | Acteur américain.                                                                                        | 83  |         |
| 19 octobre  | Philippe Levavasseur        | Footballeur français.                                                                                    | 64  |         |
| 19 octobre  | André Mahé                  | Coureur cycliste français.                                                                               | 90  |         |
| 20 octobre  | Max Kohnstamm               | Historien et diplomate néerlandais.                                                                      | 96  |         |
| 20 octobre  | Ari Up                      | Chanteuse et fondatrice du groupe punk The Slits.                                                        | 48  |         |
| 21 octobre  | Charles de Chambrun         | Homme politique français.                                                                                | 80  |         |
| 21 octobre  | Djata Ilébou                | Chanteuse burkinabè.                                                                                     | 34  |         |
| 21 octobre  | Eduard Novák                | Joueur de hockey sur glace tchèque.                                                                      | 63  |         |
| 22 octobre  | Abderrahmane Sbaï           | Ministre marocain délégué auprès du Premier ministre chargé de l'Administration de la Défense nationale. | 70  |         |
| 22 octobre  | René Villiger               | Peintre suisse.                                                                                          | 79  | (en)    |
| 23 octobre  | Francis Crippen             | Nageur en eau libre américain, médaillé de bronze aux championnats du monde 2009.                        | 26  |         |
| 23 octobre  | Francis Giraud              | Homme politique français.                                                                                | 78  |         |
| 23 octobre  | Willy Staquet               | Accordéoniste et compositeur belge.                                                                      | 89  |         |
| 23 octobre  | David Thompson              | Premier ministre de la Barbade de 2008 à sa mort.                                                        | 48  |         |
| 23 octobre  | Lewis Alexander             | Acteur britannique.                                                                                      | 100 | (en)    |
| 24 octobre  | Georges Frêche              | Homme politique français.                                                                                | 72  |         |
| 24 octobre  | Andy Holmes                 | Champion olympique 1984 et 1988 britannique d'aviron                                                     | 51  | (en)    |
| 24 octobre  | Philibert Parnasse          | Doyen des Français depuis le 31 décembre 2009.                                                           | 109 |         |
| 25 octobre  | Georges Haldas              | Écrivain suisse.                                                                                         | 93  |         |
| 25 octobre  | Gregory Isaacs              | Chanteur de reggae jamaïcain.                                                                            | 59  |         |
| 26 octobre  | Romeu Tuma                  | Homme politique brésilien.                                                                               | 79  | (pt-BR) |
| 27 octobre  | Saqr ben Mohamed Al-Qassimi | Émir de Ras el Khaïmah depuis 1948.                                                                      | 92  |         |
| 27 octobre  | Pierre Boutet               | Ténor, maître de chapelle et réalisateur québécois à la SRC (musique)                                    | 84  |         |
| 27 octobre  | Fermo Camellini             | Coureur cycliste italo-français                                                                          | 95  |         |
| 27 octobre  | Frédéric Darras             | Footballeur français                                                                                     | 44  |         |
| 27 octobre  | Jean Dupuy                  | Joueur de rugby à XV international français, quadruple vainqueur du Tournoi des Cinq Nations.            | 76  |         |
| 27 octobre  | Néstor Kirchner             | Président de l'Argentine de 2003 à 2007.                                                                 | 60  |         |
| 28 octobre  | Robert Ellenstein           | Acteur américain.                                                                                        | 87  |         |
| 29 octobre  | Bernard Musson              | Acteur français                                                                                          | 85  |         |
| 29 octobre  | Takeshi Shudo               | Scénariste japonais, connu pour avoir travaillé sur les licences Pokémon et Gigi.                        | 61  |         |
| 30 octobre  | Édouard Carpentier          | Lutteur, catcheur et animateur télé français et canadien.                                                | 84  |         |
| 30 octobre  | Harry Mulisch               | Écrivain néerlandais                                                                                     | 83  |         |
| 30 octobre  | Max Savy                    | Peintre et illustrateur français                                                                         | 92  |         |
| 31 octobre  | Pierre-Luc Séguillon        | Journaliste et éditorialiste politique français                                                          | 70  |         |